# Boing
Boing (eigene Schreibweise Boing!) war eine Familienspielshow, die von 1990 bis 1993 im Bayerischen Fernsehen und von 1998 bis 2001 im KI.KA ausgestrahlt wurde. In der Sendung mussten zwei Kandidatenfamilien zu je vier Personen vier Spielrunden absolvieren, die aus einem Eröffnungs-, Übereinstimmungs-, Kraft- und Pantomimenspiel bestanden.

## Moderation
Die Sendung wurde von 1990 bis 1993 von Thomas Ohrner moderiert. Im Jahr 1998 gab es eine Neuauflage der Show, die bis zum Jahr 2000 von Benedikt Weber moderiert wurde. Im Jahr 1999 kam Singa Gätgens als Moderatorin dazu. Diese moderierte die Sendung, bis die Spielshow im Jahr 2001 eingestellt wurde.

## Hintergrund
Der Bayerische Rundfunk ließ Boing in der von Beginn bis Ende der 1990er Jahre andauernden Hochkonjunktur der Game- und Quizshow produzieren, in deren Zuge der Sender auch Gameshows wie Alpha 5, Flip Flop, Ping Pong, Chips, Ketchup, Let’s go, Stop! und Herzklopfen entwickelte.